# Triploechus stagei
Triploechus stagei är en tvåvingeart som beskrevs av Hall 1975. Triploechus stagei ingår i släktet Triploechus och familjen svävflugor.
Artens utbredningsområde är Baja California (Mexiko). Inga underarter finns listade i Catalogue of Life.